# Општина Слатиоара (Олт)
Слатиоара (рум. Slătioara) општина је у Румунији у округу Олт.
Oпштина се налази на надморској висини од 107 m.